# Spolkový památkový úřad
Spolkový památkový úřad (Bundesdenkmalamt, zkratka BDA) je organizace rakouského státu odpovědná za památkovou péči a památkovou ochranu.
Úřad byl nově zřízen po druhé větové válce (1945), nicméně se svoji historií odvolává na instituce existující již od roku 1850 (Centrální komise). Spolkový památkový úřad spadá pod ministerstvo vzdělávání, vědy a výzkumu, v jeho čele stojí prezident (tradičně generální konzervátor, Generalkonservator) s jednou ústřední kanceláří a úřad se člení na osm oddělení (Abtheilung) podle rakouských spolkových zemí (tradičně úřad zemského konzervátora, Landeskonservator). Pro potřeby fungování jsou dále zřízena oborová oddělení (výzkumná pracoviště, dílny, laboratoře) s působností pro celý úřad.

## Dělení

### Regionální oddělení
- Abteilung für Burgenland
- Abteilung für Kärnten
- Abteilung für Niederösterreich
- Abteilung für Oberösterreich
- Abteilung für Salzburg
- Abteilung für Steiermark
- Abteilung für Tirol
- Abteilung für Vorarlberg
- Abteilung für Wien

### Oborová oddělení
- Abteilung für Archäologie
  - Archäologiezentrum Mauerbach
- Abteilung für Architektur und Bautechnik
  - Plan- und Messbildarchiv
- Abteilung für bewegliche Denkmale - Internationaler Kulturgütertransfer
- Abteilung für Inventarisation und Denkmalforschung
  - Bibliothek
  - Archiv
  - Fotoarchiv
- Abteilung für Konservierung und Restaurierung
  - Referat Naturwissenschaftliches Labor
- Abteilung für Spezialmaterien
- Informations- und Weiterbildungszentrum Baudenkmalpflege - Kartause Mauerbach

## Vydávané publikace
Periodika:
- Österreichische Zeitschrift für Kunst und Denkmalpflege. Verlag F. Berger, ISSN 0029-9626 (od roku 1947, čtvrtletník).
- Restauratorenblätter. (ročenka)
- Studien zu Denkmalschutz und Denkmalpflege. Verlag F. Berger (vydáváno nepravidelné).

Ediční řady:
- Österreichische Kunsttopographie. Verlag F. Berger (ab 1907, unregelmäßige Neuerscheinungen).
- Abteilung für Denkmalforschung (Hrsg.): Die Kunstdenkmäler Österreichs. Topographisches Denkmälerinventar. Verlag F. Berger (od roku 1979, Dehio-Handbuch).
- Abteilung für Bodendenkmale, Hofburg (Hrsg.): Fundberichte aus Österreich. Verlag F. Berger, ISSN 0429-8926 (od roku 1920, ročně).

Knihy:
- Theodor Brückler, Ulrike Nimeth: Personenlexikon zur österreichischen Denkmalpflege 1850–1990 – 2002. Hrsg.: Bundesdenkmalamt. Verlag F. Berger, Wien 2001, ISBN 978-3-85028-344-1.